# Estação Ecológica de Juréia-Itatins
A Estação Ecológica de Juréia-Itatins é uma unidade de conservação brasileira de proteção integral à natureza localizada no litoral sul paulista, com território distribuído pelos municípios de Peruíbe, Miracatu, Itariri, Pedro de Toledo e Iguape. Na linguagem tupi-guarani, Juréia significa "ponto saliente" (promontório) e Itatins, "nariz de pedra" (saliência rochosa).

## Histórico
O primeiro acesso à região da Juréia se deu já na época de Martim Afonso de Souza, objetivando interligar a Capitania Hereditária de São Vicente à Iguape e Cananéia. Porém, o primeiro marco de ocupação aconteceu a mando do Imperador Dom Pedro I, que ordenou a construção do Caminho do Imperador na área. Este foi muito utilizado durante a Guerra do Paraguai, pois através dele transitava o Correio Del Rei (mensageiros que portavam notícias do conflito), tendo maior movimentação com o Marechal Rondon, que lá instalou pontes de ferro vindas da Inglaterra, ligando o Rio de Janeiro ao sul do país, e uma linha telegráfica.
Em Peruíbe, a Rua do Telégrafo ainda existe no bairro do Guaraú. 
Desde então a Juréia destacou-se por diversificados acontecimentos, os quais se intensificaram durante o século XX.
O Decreto Estadual Nº 31.650, de 8 de abril de 1958, instituiu a reserva estadual dos Itatins, numa área de 12 058 ha de terras declaradas devolutas na vertente atlântica da área montanhosa da Serra do Itatins, permitindo a preservação da Mata Atlântica nessa área. Por três décadas, a área foi objeto de instrumentos legais que atendiam aos mais variados interesses, mas nem sempre aos de proteção ambiental. Em muitas áreas próximas, no litoral Sul de São Paulo, boa parte dessa vegetação original foi destruída, pois não estavam em locais protegidos.
No início dos anos 80 grande parte da área da Juréia foi escolhida pela NUCLEBRÁS para implantar duas usinas nucleares: Iguape 4 e Iguape 5. O entendimento na época era o de que a a coexistência de estações ecológicas e usinas nucleares representava, simultaneamente, proteção de áreas naturais e tampão para o entorno das usinas.
Neste contexto e diante da ameaça de degradação ambiental que se avizinhava, a Estação Ecológica da Juréia foi declarada de utilidade pública para a construção das Usinas através do Decreto Federal Nº 84.771 de 4 de junho de 1980, numa área de 23 600 ha, incluindo todo o Maciço da Juréia. Nessa época, a Nuclebrás já estava realizando na área pesquisas, melhorando as estradas, realizando terraplanagens, fazendo pontes e colocando uma balsa no Rio Una. O acesso de qualquer cidadão que não fosse pesquisador ou cientista era proibido na época. A criação da estação ecológica da Juréia ajudou a salvaguardar a região da especulação imobiliária que estava em curso desde a década de 70.

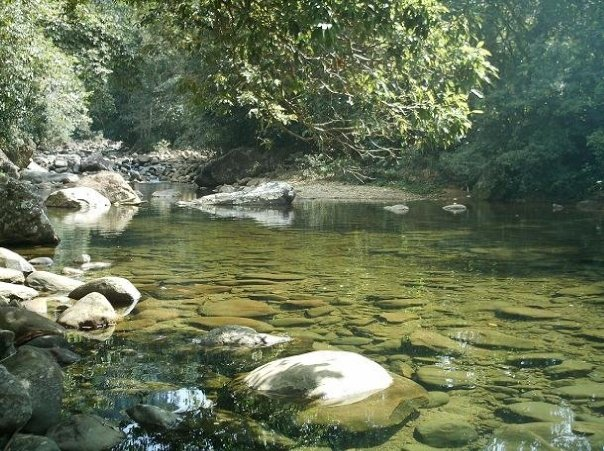
Vista da parte baixa da Cachoeira do Perequê, em Peruíbe, dentro da Estação Ecológica de Juréia-Itatins (Peruíbe/SP).

Contudo, o governo federal desistiu de gerar energia nuclear na linha da costa do Estado de São Paulo. Como consequência, com a saída da NUCLEBRÁS do local ainda em 1985, as desapropriações de terra deixaram de ser levadas adiante e a área passou novamente a correr riscos de degradação. A imensa preocupação quanto ao destino da Juréia levou ambientalistas, políticos e organizações não-governamentais a reivindicarem providências contra as agressões a mais um paraíso natural, o que resultou na criação da estação ecológica da Juréia-Itatins (EEJI), através do Decreto Estadual Nº 24.646, de 20 de janeiro de 1986, que passou a englobar a área antiga reserva estadual dos Itatins, totalizando 79 240 ha. Em 28 de abril de 1987 o Governo do Estado editou a Lei Nº 5.649, que veio ratificar a criação da estação.
Vários anos depois, a área do Maciço da serra foi doada à Secretaria do Meio Ambiente por um empreendimento imobiliário, que pretendia implantar um loteamento "ecológico", de alto padrão, às margens do Rio Verde. Isso levou pessoas a se empenharem na preservação do Maciço da Juréia. Em 12 de dezemro de 1997, através da Resolução número 11 do Conselho de Defesa do Patrimônio histórico, Artístico e Turístico (CONDEPHAAT) da Secretaria de Cultura do Estado, declarou-se o tombamento do Maciço da Juréia, registrado como área cultural de interesse cênico e científico, e também o Rio Verde, da fonte ao estuário, permitindo assim a preservação dos manguezais a ele associados.
A Lei ordinária Nº 14.982, de 08 de abril de 2013, veio expandir a área de estação para 84 379,33 ha. A gestão da estação ecológica da Juréia-Itatins está a cargo do Instituto Florestal, pertencente à Secretaria do Meio Ambiente do Estado de São Paulo.

## Caracterização da área
A estação possui 84 379,33 ha de área na bacia hidrográfica do Rio Una do Prelado, estando localizada entre os paralelos 24° 17' e 24° 40' S e os meridianos 47° 00' e 47° 30' O. A região da Serra da Juréia é um dos pontos, senão o ponto mais preservado do litoral paulista. Devido ao alto grau de preservação em que se encontra esta região possui 3,5% da cobertura vegetal primitiva que ainda resta no Estado de São Paulo, concentrando quase 40 % de vegetação primitiva da área de todas as unidades de conservação do Estado.

### Clima
O clima da Baixada do Rio Ribeira de Iguape é o tropical chuvoso de floresta (Classificação climática de Köppen-Geiger Af). Este tipo de clima é caracterizado por altas temperaturas e pluviosidade, precipitação anual maior que a evapotranspiração, ausência de estação seca e o mês mais frio possui temperatura media superior a 18°C. Na região da EEJI, as temperaturas medias anuais estão entre 21 e 22°C, a pluviosidade anual media e de 2200 mm e a umidade relativa do ar é superior a 80%.

### Ecossistema
Os ecossistemas protegidos pela estação são os de floresta tropical pluvial de encosta e de planície, manguezal, restinga, praia arenosa e costão rochoso. Protegida pela Serra dos Itatins há uma grande planície aluvial onde, em vários locais afloram morros, sendo a Juréia o mais elevado deles. A dificuldade de acesso garantiu sua preservação. Este conjunto de ecossistemas, que permanece praticamente intocado ao longo dos 50km de litoral, mantém ainda todos os animais silvestres característicos e, se apresenta como um beleza indescritível.

### População da Estação Ecológica
A população local é conhecida como caiçara, sendo oriunda da fusão de portugueses, índios e negros. Estes últimos são os maiores cultivadores das tradições locais, como danças, crenças religiosas, alimentação, artesanato e atividades de pesca e caça.
Os habitantes da região são, em sua maioria, pescadores, mateiros, caçadores, palmiteiros e caxeteiros (extratores da matéria prima para construção de lápis). Contudo, existem ainda posseiros (indivíduos que ocupam uma área há muito tempo, porém não possuem título de propriedade, ou aqueles que "abriram posse", subsistindo das atividades de cultivo e os que compraram direitos possessórios), fazendeiros, grileiros (indivíduos que tentam posse de território mediante falsas escrituras), caseiros (que trabalham para outro posseiro ou proprietário), meeiros (que trabalham como produtores sem serem donos da terra, e dividem parcela do produzido com o proprietário) e os comodatários (que ocupam a área sem ter vínculos empregatícios).
Na EEJI habitam vários caiçaras, que ainda preservam sua cultura, formas de produção e subsistência, com um conhecimento muito apurado da natureza. Sua densidade populacional é muito baixa e por isso sua presença não chega a interferir de forma destrutiva na natureza.
A ocupação humana na área remonta ao século XVII, inicialmente por populações negras, indígenas e descendentes de europeus. No período de colonização, na busca por ouro, os portugueses usaram a Trilha do Imperador, que corre até hoje através da região conectando São vicente e a Vila de Cananéia. Mais tarde, a mesma trilha recebeu postes telegráficos, que eram usados para transmitir mensagens em Código Morse na época da Guerra do Paraguai, e que ficou conhecida como a trilha do Telégrafo.

## Visitação
Distante 150 km da capital, na EEJI podem ser visitados o Núcleo Itinguçu, a Vila e Praia da Barra do Una, o Canto da Praia da Juréia e Praia do Guaraú. As rotas de acesso são SP-160 (rodovia dos Imigrantes), a SP-55 (rodovia padre Manoel da Nóbrega) até Peruíbe ou a BR-116 (rodovia Régis Bitencourt).

### Núcleo Itinguçu
Bairro pertencente ao município de Iguape, localizado na face sul da Serra dos Itatins, a 18 km do centro de Peruíbe, encontra-se dentro da estação ecológica Juréia-Itatins. A área utilizada pelos visitantes do núcleo se concentra no Ribeirão Itinguinha, na altura da formação da Cachoeira do Paraíso. Conta com quatro quiosques, instalados na área do estacionamento, que servem bebidas e salgados, com área para piquenique, além de barracas situadas na estrada de acesso, que vendem licores e doces em compotas, típicos da região. O núcleo também conta com uma escola e um posto de saúde que atendem à população residente nas proximidades. O período de maior visitação acontece nos meses de janeiro, fevereiro, março e dezembro, enquanto maio e junho formam a época de baixo movimento no local.

## Atividades científicas
São desenvolvidas muitas pesquisas científicas na EEJI desde 1981, principalmente pela Universidade Estadual Paulista "Júlio de Mesquita Filho" (UNESP), Universidade de São Paulo (USP) e Universidade Estadual de Campinas (UNICAMP).
Apesar de ter sua criação amparada por Lei desde 1986, e com núcleo de atividades de pesquisa funcionando, a conservação integral da Estação Ecológica Juréia ainda não está totalmente assegurada, pois a maior parte das terras que deveriam ser desapropriadas não tiveram sua situação fundiária regularizada. Além disso, há dificuldades em se levantar fundos para o pagamento dessas desapropriações.